# Аршинов, Пётр Андреевич
Пётр Андре́евич Арши́нов (партийный псевдоним — П. Марин; 1887 — после 1940) — русский политический деятель периода гражданской войны в России, анархист, террорист. Ближайший сторонник Нестора Махно.

## Биография
Родился в 1887 году, по некоторым данным, 7 февраля (26 января). Сын крестьянина села Андреевка Нижнеломовского уезда, Пензенской губернии (ныне Каменского района Пензенской области). Дата и место рождения (село Андреевка), указанные Аршиновым в анкете, не подтверждаются проверкой метрических книг этого села.
В 1904 принимал участие в революционном движении. В 1905 работал слесарем в железнодорожных мастерских города Кизыл-Арват в в Туркестанском крае), где вступил в большевистскую организацию. Там же в 1904—1906 годах руководил организацией РСДРП и являлся редактором нелегальной большевистской газеты «Молот». Скрываясь от полиции, в конце 1906 года поступил рабочим на завод Шодуар в Екатеринославе.
Разочаровавшись в минимализме программы и нерешительности большевиков, осенью 1906 года Аршинов примкнул к анархистам-коммунистам. В декабре 1906 г. объединил уцелевших после осеннего разгрома екатеринославских анархистов-боевиков в террористическую группу и организовал ряд террористических актов, в том числе взрыв полицейского участка в рабочем посёлке Амур 23 декабря 1906 г., при котором погиб ряд казачьих и полицейских офицеров. Взрывы были организованы квалифицированно и жандармам виновников найти не удалось. Был арестован, но 22 апреля 1907 года сбежал из тюрьмы.
В 1911—1917 годах — на каторге, где познакомился и близко сошёлся с Нестором Махно. Находясь в Бутырской тюрьме, сидел в одной камере с Серго Орджоникидзе. В 1917 — участник создания и секретарь Московской федерации анархистских групп. В 1919—1921 — сподвижник Н. И. Махно, с весны 1919 — один из основных идеологов махновского движения.
С 1921 года — в эмиграции.
В конце 1934 года с разрешения ЦК ВКП(б) вернулся в СССР. В марте 1938 года арестован в Москве по сфабрикованному делу о подпольной анархической шпионско-террористической организации «Анархистский центр», обвинялся в шпионаже в пользу Франции, антисоветской агитации. На следствии подвергался избиениям. Под давлением следователей дал признательные показания. 26 ноября 1939 г. приговорён к 10 годам лишения свободы в исправительно-трудовых лагерях и 5 годам поражения в политических правах. 1 апреля 1940 г. подал заявление в Военный трибунал МВО с жалобой на то, что при подаче заявления на кассацию ему не было предоставлено достаточно бумаги, чтобы он мог изложить обстоятельства дела. Дальнейшая судьба неизвестна. Реабилитирован Генеральной прокуратурой Российской Федерации 12 октября 1992 г..
Видное положение Аршинова в российском и международном движении и неожиданность его ренегатства вызвали появление двух противоположных версий. В соответствии с одной из них, сформулированной и поддерживаемой некоторыми постсоветскими историками (напр., А. Л. Никитин), Аршинов с конца 1920-х гг. (или даже со времён Гражданской войны) являлся штатным агентом ОГПУ. Подтверждение этому находят в борьбе, которую он вёл против идейных противников в 1920-х гг., прежде всего, против «мистических анархистов». Вторая версия, которой придерживается часть историков-анархистов (А. Скирда и др.) состоит в том, что разрыв Аршинова с анархизмом после 1931 был фиктивным и предпринят ради возможности легально приехать в СССР для организации подпольной работы. А. Скирда ссылается при этом на воспоминания личных друзей Аршинова, встречавшихся с ним непосредственно перед возвращением в СССР.

## Сочинения
- Аршинов П. История махновского движения (1918-1921 гг.). — Берлин, 1923. — 258 с.
- Аршинов П. Два побега. Из воспоминаний анархиста 1906 - 1909 гг.. — Париж : Дело труда, 1929.
- Пётр Аршинов, Нестор Махно. Организационная платформа Всеобщего союза анархистов (Проект)